# باشگاه فوتبال سیتوک
باشگاه فوتبال سیتوک یک باشگاه فوتبال مستقر در ویلمستاد، کوراسائو است که در لیگ کوراسائو رقابت می‌کند. این باشگاه در ۷ مارس ۱۹۴۲ تأسیس شد.

## افتخارات
- مسابقات قهرمانی آنتیل هلند: ۹ قهرمانی
- لیگ کوراسائو: ۹ قهرمانی